# La Coiffure (Degas)
Pour les articles homonymes, voir La Coiffure.
La Coiffure est un tableau réalisé par le peintre français Edgar Degas vers 1896. De format horizontal, cette huile sur toile est une scène de genre qui représente une servante debout en train de peigner les longs cheveux roux de sa maîtresse. Étendue sur un siège, cette dernière porte un vêtement rouge orangé, la couleur dont les nuances écrasent la composition, étant également celle du fond et du rideau relevé, sur la gauche. Achetée en 1937, l'œuvre est conservée à la National Gallery, à Londres, au Royaume-Uni. Elle a auparavant appartenu à Henri Matisse.